# Мирче Свекяров
Мирче Свекяров или Свойкяров (изписване до 1945 година: Мирче Свойкяровъ) е български революционер, войвода на Вътрешната македоно-одринска революционна организация.

## Биография
Роден е в прилепското село Големо Коняри. Влиза във ВМОРО и става прилепски войвода на организацията. Негов четник е Даме Хаджикочов. Убит е в 1907 година от сърби в Ниш.